# Шнекове буріння

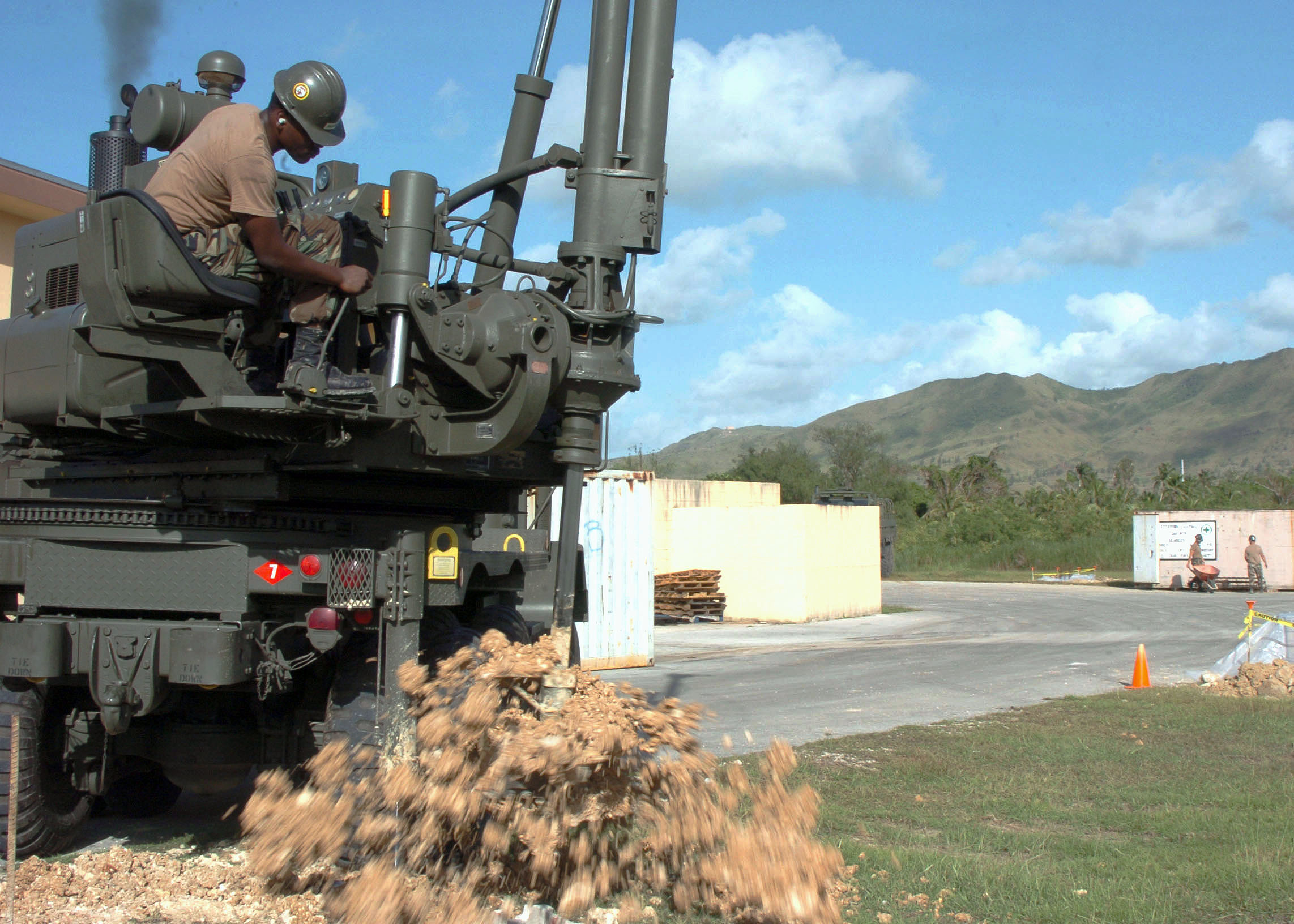

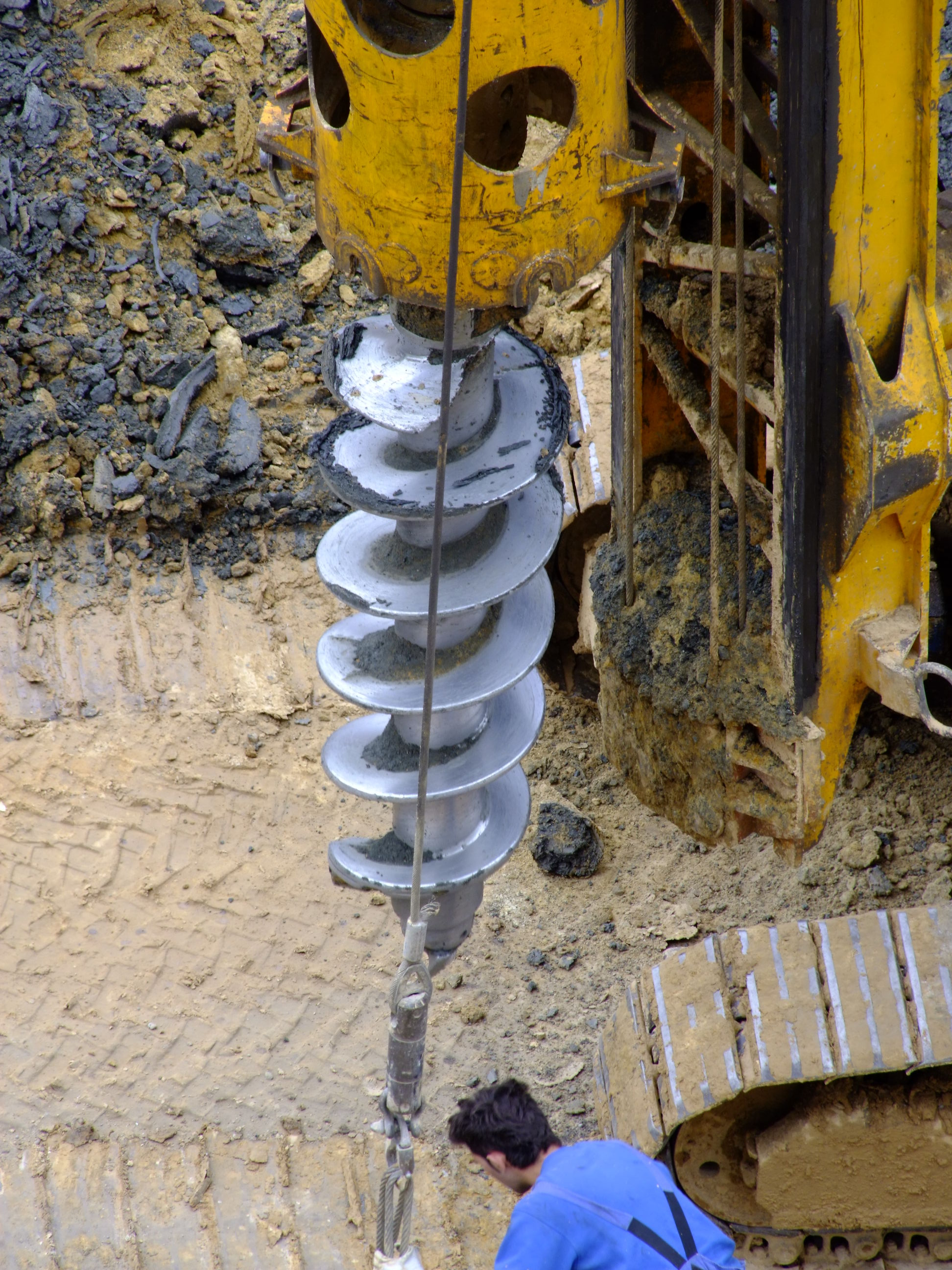

Шнекове буріння — обертальне буріння, при якому зруйнована порода доставляється зі свердловини на поверхню шнеком (бурильною трубою з навитою на ній сталевою стрічкою).

## Загальний опис
Для шнекового буріння застосовують бурові установки з рухомим обертачем з підвищеним крутним моментом, що мають хід подачі в основному 1,8—3,0, іноді до 15 м. Шнеки з'єднуються між собою за допомогою різьби або елементів фігурного перетину. Руйнування породи на вибої при шнековому бурінні відбувається шляхом різання і розпушення гірських порід лопатевим буровим долотом. При бурінні щільних гірських порід і гравійно-галькових відкладів використовуються долота, лопаті яких звернені до вибою під кутом близько 90 °, в м'яких і пухких породах — 30—60 °. В процесі буріння ріжучі елементи долота охолоджуються зруйнованою породою. Підйом породи відбувається завдяки її ковзанню по шнековій спіралі, оскільки тертя породної маси об поверхню шнека менше, ніж тертя об стінки свердловини. При нормальному транспортуванні зруйнована порода заповнює 0,2—0,4 обсягу міжвиткового простору. Продуктивність шнекового транспортера зазвичай більше або дорівнює продуктивності долота, вираженої в обсязі зруйнованої породи (з урахуванням її розпушення в 1,3—1,6 раза). Частота обертання шнеків діаметром до 100 мм не менше 150—200 і не більше 500 об/хв, при діаметрі 150—200 мм — від 80—100 до 150—200 об/хв.
Найбільш ефективні шнеки з центральним каналом, через який до вибою подаються вода або повітря, що знижує коефіцієнт тертя породи об поверхню шнеків і крутний момент. Каналом шнеків доставляються знімні керноприймачі, забивні і оббурюючі ґрунтоноси, пенетраційні зонди, спускаються в свердловину фільтри і вибухові речовини. Порожні шнеки можуть використовуватися як обсадна колона. Центральний канал шнеків при бурінні суцільним вибоєм перекривають знімним долотом на канаті або бурильних трубах.
Шнекове буріння використовується для проходки свердловин глибиною до 50 (рідше до 100—120 м), діаметром від 60 до 600—800 мм в м'яких і пухких породах, а також у породах середньої твердості, при веденні сейсморозвідувальних, геологорозвідувальних, вибухових робіт, а також інженерно-геологічних досліджень, спорудженні гідрогеологічних свердловин.
Перевагами шнекового буріння є високі швидкості (до 100—300 м / зміну) і простота організації робіт.